# Manuel Alfredo Mosquera Bastida
Manuel Alfredo Mosquera Bastida (La Coruña, España, 10 de agosto de 1968), más conocido como Manuel, es un exfutbolista y entrenador español que actualmente está sin equipo tras abandonar la disciplina del Córdoba CF. 
Es el  jugador con más partidos  oficiales disputados en la historia del Club de Fútbol Extremadura.
Es padre del futbolista Manuel Mosquera Rey.

## Trayectoria

### Como jugador
El gallego estuvo 13 temporadas en el histórico CF Extremadura en sus tres etapas en Almendralejo, equipo con el que disputó 483 partidos y marcó 109 goles, una cifra que lo situó como el máximo goleador de la historia del desaparecido club y del fútbol en Almendralejo.

### Como entrenador
A partir de 2005, realizaría funciones de jugador y entrenador en las filas del Centro Cultural y Deportivo Cerceda en Tercera División.
Durante las temporadas 2014-15 y 2015-16, fue entrenador del Real Club Deportivo Fabril en Tercera División y con el que realizaría dos buenas temporadas.
En junio de 2016, el técnico gallego deja el puesto de entrenador del Real Club Deportivo Fabril pero sigue vinculado a la entidad blanquiazul, para ser el adjunto a la dirección deportiva del Deportivo de la Coruña, además de ser director de la escuela de entrenadores de la federación gallega.
El 27 de febrero de 2019, Manuel abandona la secretaría técnica del club gallego y firmó como nuevo técnico del Extremadura Unión Deportiva, hasta el final de la temporada. El entrenador coruñés regresa a Almendralejo con el objetivo de lograr la permanencia en Segunda División. Esta permanencia llegó a falta de 2 jornadas para finalizar la temporada tras empatar a 0 contra el Lugo en el Francisco de la Hera. El 22 de noviembre de 2020 fue destituido de su cargo tras una mala racha de resultados, sin embargo, en enero de 2021 vuelve a Almendralejo para hacerse nuevamente cargo del equipo.
El 8 de abril de 2022, tras la desaparición del histórico Extremadura Unión Deportiva y haberse quedado sin equipo, se hace cargo del Club de Fútbol Talavera de la Reina de la Primera División RFEF restando ocho jornadas para el final de la liga. Tras consumarse el descenso a la Segunda Federación, abandona el cargo de mutuo acuerdo con el club toledano.
El 10 de abril de 2023, firma como entrenador del Córdoba C. F., equipo que milita en el Grupo 2 de la Primera Federación.
Ahora es Director Deportivo del Extremadura desde octubre del 2024.

## Clubes

### Como jugador
| Club                                | País   | Año       |
| ----------------------------------- | ------ | --------- |
| Centro Cultural y Deportivo Cerceda | España | 1989-1991 |
| CF Extremadura                      | España | 1991-1996 |
| SD Compostela                       | España | 1996-1998 |
| CF Extremadura                      | España | 1998-2005 |
| Centro Cultural y Deportivo Cerceda | España | 2005-2007 |

### Como entrenador
| Club                                | País   | Año       |
| ----------------------------------- | ------ | --------- |
| Centro Cultural y Deportivo Cerceda | España | 2007-2010 |
| Laracha Club de Fútbol              | España | 2011-2014 |
| RC Deportivo Fabril                 | España | 2014-2016 |
| Extremadura UD                      | España | 2019-2020 |
| Extremadura UD                      | España | 2021-2022 |
| CF Talavera de la Reina             | España | 2022      |
| Córdoba CF                          | España | 2023      |